# 四川省成都市龙泉中学校
四川省成都市龙泉中学校，是四川省一级示范性普通高中，位于成都市龙泉驿区。学校创办于1944年。

## 现校训
三育并重，文武合一。

## 历史沿革
1944年，学校成立，校名为“简阳县龙泉镇初级中学”。1959年，随区划归成都市，龙泉驿区新建山泉初级中学校。西河、柏合两所小学附设初中班，定名初级中学。简阳县第四中学校改名为四川省成都市龙泉中学校。1978年，被成都市教育局批准为成都市重点中学。2000年，被四川省教育厅批准为四川省重点中学。2002年，被四川省教育厅批准为四川省示范性普通高中。2004年高初中部正式分离，（初中部成为一所独立建制的学校（成都市龙泉驿区外国语学校），2008年回归为公办学校，2010年，更名为成都市龙泉驿区第七中学校。）
2006年，被四川省教育厅批准为四川省国家级示范性普通高中。2010年，学校更名为“四川省成都市龙泉驿区第一中学校”，同年，正式成立国际部。2013年，被四川省教育厅批准为“四川省一级示范性普通高中”。